# Basquetebol nos Jogos Olímpicos de Verão de 2008 - Masculino
O torneio masculino de basquetebol nos Jogos Olímpicos de 2008 ocorreu entre 10 e 24 de agosto. Todas as partidas foram disputadas no Estádio Indoor Wukesong.

## Medalhistas
|  | USA Estados Unidos |  | ESP Espanha |  | ARG Argentina |
|  | Carlos Boozer Jason Kidd (C) LeBron James Deron Williams Michael Redd Dwyane Wade Kobe Bryant Dwight Howard Chris Bosh Chris Paul Tayshaun Prince Carmelo Anthony |  | Pau Gasol Rudy Fernández Ricky Rubio Juan Carlos Navarro José Manuel Calderón Felipe Reyes Carlos Jiménez (C) Raúl López Berni Rodríguez Marc Gasol Álex Mumbrú Jorge Garbajosa |  | Luis Scola (C) Manu Ginóbili Román González Fabricio Oberto Pablo Prigioni Antonio Porta Carlos Delfino Paolo Quinteros Leonardo Gutiérrez Andrés Nocioni Juan Pedro Gutiérrez Federico Kammerichs |

## Qualificação

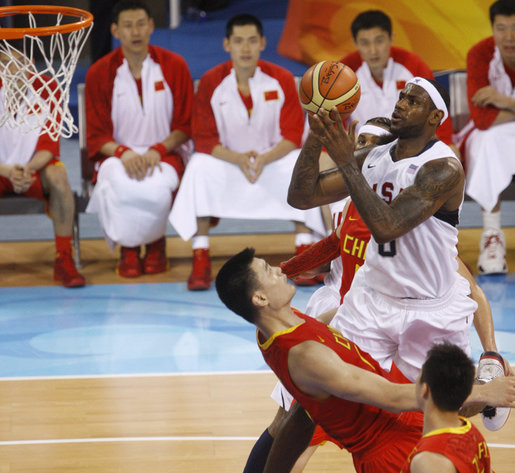
LeBron James dos EUA avança sobre Yao Ming da China pelo grupo A.

| Competição                                 | Data              | Sede      | Vagas | Classificados            |
| ------------------------------------------ | ----------------- | --------- | ----- | ------------------------ |
| Anfitriã                                   | –                 | –         | 1     | China                    |
| Campeonato Mundial de Basquetebol de 2006  | 19 ago–3 set 2006 | Japão     | 1     | Espanha                  |
| Torneio FIBA África 2007                   | 15–25 ago 2007    | Angola    | 1     | Angola                   |
| Torneio FIBA Ásia 2007                     | 28 jul–5 ago 2007 | Tokushima | 1     | Irã                      |
| Torneio FIBA Americas 2007                 | 22 ago–2 set 2007 | Las Vegas | 2     | Estados Unidos Argentina |
| Torneio FIBA Europa 2007                   | 3–16 set 2007     | Espanha   | 2     | Rússia Lituânia          |
| Torneio FIBA Oceania 2007                  | 20–24 ago 2007    | Austrália | 1     | Austrália                |
| Torneio Pré-Olímpico Mundial da FIBA 2008‡ | 14–20 jul 2008    | Atenas    | 3     | Grécia Croácia Alemanha  |
| TOTAL                                      |                   |           | 12    |                          |

‡Torneio Pré-Olímpico Mundial:
- Europa:  Grécia,  Alemanha,  Croácia,  Eslovênia
- Américas:  Porto Rico,  Brasil,  Canadá
- África:   Camarões,   Cabo Verde
- Ásia:  Líbano,   Coreia do Sul
- Oceania:   Nova Zelândia

## Formato
- As doze equipes são divididas em dois grupos.
- Na primeria fase, cada equipe joga contra as outras equipes do mesmo grupo, totalizando cinco jogos.
- As quatro melhores equipes se classificam para as quartas-de-final.
- As equipes que ficarem em quinto lugar em seus grupos serão classificadas em 9º e 10º de acordo com sua campanha.
- O mesmo se aplica para as últimas colocadas dos grupos, que serão classificadas em 11º e 12º.
- Nas quartas-de-final, a equipe campeã de cada grupo enfrenta a quarta colocada do outro grupo, enquanto a vice-campeã de cada grupo enfrenta a terceira colocada do outro grupo.
- A equipe vencedora do confronto entre 1º do grupo A e 4º do grupo B enfrenta a vencedora do confronto entre 3º do grupo A e 2º do grupo B na semifinal. A outra semifinal segue o mesmo esquema.
- As vencedoras das semifinais disputam a medalha de ouro. As perdedoras disputam a medalha de bronze.

## Primeira fase
As quatro melhores equipes de cada grupo se classificação para as quartas-de-final.

### Grupo A
| Equipe        | J | V | D | PF  | PS  | SP   | Pts |
| ------------- | - | - | - | --- | --- | ---- | --- |
| LTU Lituânia  | 5 | 4 | 1 | 425 | 400 | ++25 | 9   |
| ARG Argentina | 5 | 4 | 1 | 425 | 361 | +64  | 9   |
| CRO Croácia   | 5 | 3 | 2 | 399 | 380 | +19  | 8   |
| AUS Austrália | 5 | 3 | 2 | 457 | 405 | +52  | 8   |
| RUS Rússia    | 5 | 1 | 4 | 387 | 406 | -19  | 6   |
| IRI Irã       | 5 | 0 | 5 | 323 | 464 | -141 | 5   |

| 10 de Agosto 09:00 |                                                 | Rússia | 71–49                                           | Irã |  | Estádio Indoor Wukesong, Pequim Público: 11.083 Árbitros: GRE Nikolaos Pitsolkas CHN Yang Maogong ESP Juan Arteaga |  |
| 10 de Agosto 09:00 | Placar por quarto: 24–5, 14–17, 8–16, 25–11     |        |                                                 |     |  | Estádio Indoor Wukesong, Pequim Público: 11.083 Árbitros: GRE Nikolaos Pitsolkas CHN Yang Maogong ESP Juan Arteaga |  |
| 10 de Agosto 09:00 | Pts: Holden 19 Rbts: Monia 6 Asts: Savrasenko 4 |        | Pts: Nikkhah 16 Rbts: Haddadi 8 Asts: Kamrani 3 |     |  | Estádio Indoor Wukesong, Pequim Público: 11.083 Árbitros: GRE Nikolaos Pitsolkas CHN Yang Maogong ESP Juan Arteaga |  |

| 10 de Agosto 16:45 |                                                           | Lituânia | 79–75                                                     | Argentina |  | Estádio Indoor Wukesong, Pequim Público: 11.083 Árbitros: GRE Nikolaos Zavlanos JPN Yuji Hirahara PUR José Carrión |  |
| 10 de Agosto 16:45 | Placar por quarto: 14–11, 20–19, 17–15, 28–30             |          |                                                           |           |  | Estádio Indoor Wukesong, Pequim Público: 11.083 Árbitros: GRE Nikolaos Zavlanos JPN Yuji Hirahara PUR José Carrión |  |
| 10 de Agosto 16:45 | Pts: Kleiza 13 Rbts: K. Lavrinovič 7 Asts: Jasikevičius 8 |          | Pts: Ginóbili 19 Rbts: Oberto 11 Asts: Oberto, Prigioni 3 |           |  | Estádio Indoor Wukesong, Pequim Público: 11.083 Árbitros: GRE Nikolaos Zavlanos JPN Yuji Hirahara PUR José Carrión |  |

| 10 de Agosto 20:00 |                                               | Austrália | 82–97                                                  | Croácia |  | Estádio Indoor Wukesong, Pequim Público: 11.083 Árbitros: USA Eddie Rush BRA Cristiano Maranho SVK Petr Sudek |  |
| 10 de Agosto 20:00 | Placar por quarto: 14–21, 17–26, 22–26, 29–24 |           |                                                        |         |  | Estádio Indoor Wukesong, Pequim Público: 11.083 Árbitros: USA Eddie Rush BRA Cristiano Maranho SVK Petr Sudek |  |
| 10 de Agosto 20:00 | Pts: Nielsen 13 Rbts: Anstey 7 Asts: Barlow 3 |           | Pts: Prkačin, Banić 16 Rbts: Lončar 10 Asts: Popović 5 |         |  | Estádio Indoor Wukesong, Pequim Público: 11.083 Árbitros: USA Eddie Rush BRA Cristiano Maranho SVK Petr Sudek |  |

| 12 de Agosto 09:00 |                                                 | Irã | 67–99                                                                   | Lituânia |  | Estádio Indoor Wukesong, Pequim Público: 11.083 Árbitros: USA Eddie Rush MOZ Abreu Muhimua SVK Petr Sudek |  |
| 12 de Agosto 09:00 | Placar por quarto: 20–15, 14–31, 19–28, 14–25   |     |                                                                         |          |  | Estádio Indoor Wukesong, Pequim Público: 11.083 Árbitros: USA Eddie Rush MOZ Abreu Muhimua SVK Petr Sudek |  |
| 12 de Agosto 09:00 | Pts: Haddadi 21 Rbts: Sahakian 12 Asts: Amini 4 |     | Pts: Kleiza 22 Rbts: Kleiza 8 Asts: Jasikevičius, Lukauskis, Mačiulis 3 |          |  | Estádio Indoor Wukesong, Pequim Público: 11.083 Árbitros: USA Eddie Rush MOZ Abreu Muhimua SVK Petr Sudek |  |

| 12 de Agosto 11:15 |                                                       | Croácia | 85–78                                                        | Rússia |  | Estádio Indoor Wukesong, Pequim Público: 11.083 Árbitros: GRE Nikolaos Zavlanos CHN Ma Lijun DOM Reynaldo Mercedes |  |
| 12 de Agosto 11:15 | Placar por quarto: 16–17, 26–19, 18–15, 25–27         |         |                                                              |        |  | Estádio Indoor Wukesong, Pequim Público: 11.083 Árbitros: GRE Nikolaos Zavlanos CHN Ma Lijun DOM Reynaldo Mercedes |  |
| 12 de Agosto 11:15 | Pts: Popović 22 Rbts: Barać 7 Asts: Popović, Lončar 3 |         | Pts: Kirilenko 18 Rbts: Kirilenko 6 Asts: Kirilenko, Bykov 3 |        |  | Estádio Indoor Wukesong, Pequim Público: 11.083 Árbitros: GRE Nikolaos Zavlanos CHN Ma Lijun DOM Reynaldo Mercedes |  |

| 12 de Agosto 22:15 |                                                   | Argentina | 85–68                                                | Austrália |  | Estádio Indoor Wukesong, Pequim Público: 11.083 Árbitros: GRE Nikolaos Zavlanos CAN Stephen Seibel ESP Juan Arteaga |  |
| 12 de Agosto 22:15 | Placar por quarto: 23–11, 16–18, 24–17, 22–22     |           |                                                      |           |  | Estádio Indoor Wukesong, Pequim Público: 11.083 Árbitros: GRE Nikolaos Zavlanos CAN Stephen Seibel ESP Juan Arteaga |  |
| 12 de Agosto 22:15 | Pts: Ginóbili 21 Rbts: Nocioni 8 Asts: Ginóbili 7 |           | Pts: Mills 22 Rbts: Andersen 6 Asts: Bogut, Bruton 2 |           |  | Estádio Indoor Wukesong, Pequim Público: 11.083 Árbitros: GRE Nikolaos Zavlanos CAN Stephen Seibel ESP Juan Arteaga |  |

| 14 de Agosto 11:15 |                                                                 | Austrália | 106–68                                         | Irã |  | Estádio Indoor Wukesong, Pequim Público: 11.083 Árbitros: GRE Nikolaos Zavlanos KUW Mohammad Al-Amiri PUR José Carrión |  |
| 14 de Agosto 11:15 | Placar por quarto: 28–15, 25–14, 22–19, 31–20                   |           |                                                |     |  | Estádio Indoor Wukesong, Pequim Público: 11.083 Árbitros: GRE Nikolaos Zavlanos KUW Mohammad Al-Amiri PUR José Carrión |  |
| 14 de Agosto 11:15 | Pts: Newley 24 Rbts: Bogut 7 Asts: Mills, Worthington, Bruton 5 |           | Pts: Nikkhah 23 Rbts: Haddadi 8 Asts: Davari 4 |     |  | Estádio Indoor Wukesong, Pequim Público: 11.083 Árbitros: GRE Nikolaos Zavlanos KUW Mohammad Al-Amiri PUR José Carrión |  |

| 14 de Agosto 16:45 |                                                       | Lituânia | 86–79                                            | Rússia |  | Estádio Indoor Wukesong, Pequim Público: 11.083 Árbitros: GRE Nikolaos Zavlanos CAN Stephen Seibel SRB Ilija Belosevic |  |
| 14 de Agosto 16:45 | Placar por quarto: 23–24, 21–17, 25–21, 17–17         |          |                                                  |        |  | Estádio Indoor Wukesong, Pequim Público: 11.083 Árbitros: GRE Nikolaos Zavlanos CAN Stephen Seibel SRB Ilija Belosevic |  |
| 14 de Agosto 16:45 | Pts: Kaukėnas 20 Rbts: Kleiza 11 Asts: Jasikevičius 5 |          | Pts: Holden 25 Rbts: Khryapa 9 Asts: Kirilenko 6 |        |  | Estádio Indoor Wukesong, Pequim Público: 11.083 Árbitros: GRE Nikolaos Zavlanos CAN Stephen Seibel SRB Ilija Belosevic |  |

| 14 de Agosto 22:15 |                                                  | Argentina | 77–53                                          | Croácia |  | Estádio Indoor Wukesong, Pequim Público: 11.083 Árbitros: ESP Juan Arteaga BRA Cristiano Maranho USA Eddie Rush |  |
| 14 de Agosto 22:15 | Placar por quarto: 21–13, 19–9, 19–16, 14–15     |           |                                                |         |  | Estádio Indoor Wukesong, Pequim Público: 11.083 Árbitros: ESP Juan Arteaga BRA Cristiano Maranho USA Eddie Rush |  |
| 14 de Agosto 22:15 | Pts: Nocioni 18 Rbts: Nocioni 8 Asts: Ginóbili 8 |           | Pts: Tomas, Banić 9 Rbts: Banić 6 Asts: Ukić 2 |         |  | Estádio Indoor Wukesong, Pequim Público: 11.083 Árbitros: ESP Juan Arteaga BRA Cristiano Maranho USA Eddie Rush |  |

| 16 de Agosto 11:15 |                                                | Rússia | 80–95                                              | Austrália |  | Estádio Indoor Wukesong, Pequim Público: 11.083 Árbitros: FIN Carl Jungebrand JPN Yuji Hirahara BRA Cristiano Maranho |  |
| 16 de Agosto 11:15 | Placar por quarto: 16–27, 17–22, 22–20, 25–26  |        |                                                    |           |  | Estádio Indoor Wukesong, Pequim Público: 11.083 Árbitros: FIN Carl Jungebrand JPN Yuji Hirahara BRA Cristiano Maranho |  |
| 16 de Agosto 11:15 | Pts: Khryapa 21 Rbts: Khryapa 9 Asts: Holden 6 |        | Pts: Bogut, Bruton 22 Rbts: Bogut 8 Asts: Bruton 6 |           |  | Estádio Indoor Wukesong, Pequim Público: 11.083 Árbitros: FIN Carl Jungebrand JPN Yuji Hirahara BRA Cristiano Maranho |  |

| 16 de Agosto 14:30 |                                               | Croácia | 73–86                                                        | Lituânia |  | Estádio Indoor Wukesong, Pequim Público: 11.083 Árbitros: GRE Nikolaos Zavlanos ESP Juan Arteaga ITA Fabio Facchini |  |
| 16 de Agosto 14:30 | Placar por quarto: 15–13, 30–29, 17–16, 11–28 |         |                                                              |          |  | Estádio Indoor Wukesong, Pequim Público: 11.083 Árbitros: GRE Nikolaos Zavlanos ESP Juan Arteaga ITA Fabio Facchini |  |
| 16 de Agosto 14:30 | Pts: Ukić 13 Rbts: Banić 7 Asts: Kus 3        |         | Pts: Lukauskis 20 Rbts: K. Lavrinovič 7 Asts: Jasikevičius 6 |          |  | Estádio Indoor Wukesong, Pequim Público: 11.083 Árbitros: GRE Nikolaos Zavlanos ESP Juan Arteaga ITA Fabio Facchini |  |

| 16 de Agosto 16:45 |                                                  | Irã | 82–97                                           | Argentina |  | Estádio Indoor Wukesong, Pequim Público: 11.083 Árbitros: GRE Nikolaos Pitsilkas MAR Abdellilah Chlif CHN Yang Maogong |  |
| 16 de Agosto 16:45 | Placar por quarto: 14–19, 19–23, 24–30, 25–25    |     |                                                 |           |  | Estádio Indoor Wukesong, Pequim Público: 11.083 Árbitros: GRE Nikolaos Pitsilkas MAR Abdellilah Chlif CHN Yang Maogong |  |
| 16 de Agosto 16:45 | Pts: Haddadi 21 Rbts: Haddadi 16 Asts: Kamrani 4 |     | Pts: Ginóbili 32 Rbts: Scola 7 Asts: Prigioni 6 |           |  | Estádio Indoor Wukesong, Pequim Público: 11.083 Árbitros: GRE Nikolaos Pitsilkas MAR Abdellilah Chlif CHN Yang Maogong |  |

| 18 de Agosto 09:00 |                                                  | Irã | 57–91                                                   | Croácia |  | Estádio Indoor Wukesong, Pequim Público: 11.083 Árbitros: FIN Carl Jungebrand CHN Ma Lijun KUW Mohammad Al-Amiri |  |
| 18 de Agosto 09:00 | Placar por quarto: 8–19, 8–35, 23–16, 18–21      |     |                                                         |         |  | Estádio Indoor Wukesong, Pequim Público: 11.083 Árbitros: FIN Carl Jungebrand CHN Ma Lijun KUW Mohammad Al-Amiri |  |
| 18 de Agosto 09:00 | Pts: Nikkhah 25 Rbts: Haddadi 15 Asts: Haddadi 2 |     | Pts: Rozić, Tomas 16 Rbts: Lončar, Barać 7 Asts: Ukić 8 |         |  | Estádio Indoor Wukesong, Pequim Público: 11.083 Árbitros: FIN Carl Jungebrand CHN Ma Lijun KUW Mohammad Al-Amiri |  |

| 18 de Agosto 11:15 |                                               | Austrália | 106–75                                                           | Lituânia |  | Estádio Indoor Wukesong, Pequim Público: 11.083 Árbitros: GRE Nikolaos Zavlanos CHN Yang Maogong PUR José Carrión |  |
| 18 de Agosto 11:15 | Placar por quarto: 28–14, 27–15, 20–22, 31–24 |           |                                                                  |          |  | Estádio Indoor Wukesong, Pequim Público: 11.083 Árbitros: GRE Nikolaos Zavlanos CHN Yang Maogong PUR José Carrión |  |
| 18 de Agosto 11:15 | Pts: Bogut 23 Rbts: Mills 4 Asts: Anstey 4    |           | Pts: K. Lavrinovič 14 Rbts: K. Lavrinovič 8 Asts: Jasikevičius 5 |          |  | Estádio Indoor Wukesong, Pequim Público: 11.083 Árbitros: GRE Nikolaos Zavlanos CHN Yang Maogong PUR José Carrión |  |

| 18 de Agosto 22:15 |                                                 | Argentina | 91–79                                              | Rússia |  | Estádio Indoor Wukesong, Pequim Público: 11.083 Árbitros: GRE Nikolaos Zavlanos DOM Reynaldo Mercedes SVK Petr Sudek |  |
| 18 de Agosto 22:15 | Placar por quarto: 27–16, 18–23, 27–25, 19–15   |           |                                                    |        |  | Estádio Indoor Wukesong, Pequim Público: 11.083 Árbitros: GRE Nikolaos Zavlanos DOM Reynaldo Mercedes SVK Petr Sudek |  |
| 18 de Agosto 22:15 | Pts: Scola 37 Rbts: Nocioni 9 Asts: Prigioni 10 |           | Pts: Kirilenko 23 Rbts: Kirilenko 9 Asts: Holden 5 |        |  | Estádio Indoor Wukesong, Pequim Público: 11.083 Árbitros: GRE Nikolaos Zavlanos DOM Reynaldo Mercedes SVK Petr Sudek |  |

### Grupo B
| Team               | Pld | W | L | PF  | PA  | PD   | Pts |
| ------------------ | --- | - | - | --- | --- | ---- | --- |
| USA Estados Unidos | 5   | 5 | 0 | 515 | 354 | +161 | 10  |
| ESP Espanha        | 5   | 4 | 1 | 418 | 369 | +49  | 9   |
| GRE Grécia         | 5   | 3 | 2 | 415 | 375 | +40  | 8   |
| CHN China          | 5   | 2 | 3 | 366 | 400 | -34  | 7   |
| GER Alemanha       | 5   | 1 | 4 | 330 | 390 | -60  | 6   |
| ANG Angola         | 5   | 0 | 5 | 321 | 477 | -156 | 5   |

| 10 de Agosto 11:15 |                                               | Alemanha | 95–66                                                | Angola |  | Estádio Indoor Wukesong, Pequim Público: 11.083 Árbitros: LTU Romualdas Brazauskas AUS Michael Aylen CAN Stephen Seibel |  |
| 10 de Agosto 11:15 | Placar por quarto: 25–21, 29–13, 24–18, 17–14 |          |                                                      |        |  | Estádio Indoor Wukesong, Pequim Público: 11.083 Árbitros: LTU Romualdas Brazauskas AUS Michael Aylen CAN Stephen Seibel |  |
| 10 de Agosto 11:15 | Pts: Kaman 24 Rbts: Jagla 11 Asts: Hamann 4   |          | Pts: Mingas 24 Rbts: Gomes 8 Asts: Cipriano, Costa 3 |        |  | Estádio Indoor Wukesong, Pequim Público: 11.083 Árbitros: LTU Romualdas Brazauskas AUS Michael Aylen CAN Stephen Seibel |  |

| 10 de Agosto 14:30 |                                                            | Espanha | 81–66                                                    | Grécia |  | Estádio Indoor Wukesong, Pequim Público: 11.083 Árbitros: DOM Reynaldo Mercedes ARG Pablo Estevez AUS Scott Butler |  |
| 10 de Agosto 14:30 | Placar por quarto: 20–16, 15–13, 27–17, 19–20              |         |                                                          |        |  | Estádio Indoor Wukesong, Pequim Público: 11.083 Árbitros: DOM Reynaldo Mercedes ARG Pablo Estevez AUS Scott Butler |  |
| 10 de Agosto 14:30 | Pts: Fernández 16 Rbts: Gasol 7 Asts: Navarro, Rodríguez 2 |         | Pts: Spanoulis 15 Rbts: Tsartsaris 8 Asts: Diamantidis 3 |        |  | Estádio Indoor Wukesong, Pequim Público: 11.083 Árbitros: DOM Reynaldo Mercedes ARG Pablo Estevez AUS Scott Butler |  |

| 10 de Agosto 22:15 |                                               | Estados Unidos | 101–70                                                 | China |  | Estádio Indoor Wukesong, Pequim Público: 11.083 Árbitros: DOM Reynaldo Mercedes PUR Anibal García AUS Scott Butler |  |
| 10 de Agosto 22:15 | Placar por quarto: 20–16, 29–21, 25–11, 27–22 |                |                                                        |       |  | Estádio Indoor Wukesong, Pequim Público: 11.083 Árbitros: DOM Reynaldo Mercedes PUR Anibal García AUS Scott Butler |  |
| 10 de Agosto 22:15 | Pts: Wade 19 Rbts: Bosh 8 Asts: Paul 6        |                | Pts: Ming 13 Rbts: Ming 10 Asts: Chen, Liu, Zhu, Sun 2 |       |  | Estádio Indoor Wukesong, Pequim Público: 11.083 Árbitros: DOM Reynaldo Mercedes PUR Anibal García AUS Scott Butler |  |

| 12 de Agosto 14:30 |                                                       | Grécia | 87–64                                            | Alemanha |  | Estádio Indoor Wukesong, Pequim Público: 11.083 Árbitros: FIN Carl Jungebrand JPN Yuji Hirahara ITA Luigi Lamonica |  |
| 12 de Agosto 14:30 | Placar por quarto: 21–23, 23–10, 25–15, 18–16         |        |                                                  |          |  | Estádio Indoor Wukesong, Pequim Público: 11.083 Árbitros: FIN Carl Jungebrand JPN Yuji Hirahara ITA Luigi Lamonica |  |
| 12 de Agosto 14:30 | Pts: Spanoulis 23 Rbts: Bourousis 8 Asts: Spanoulis 5 |        | Pts: Nowitzki 13 Rbts: Nowitzki 6 Asts: Greene 2 |          |  | Estádio Indoor Wukesong, Pequim Público: 11.083 Árbitros: FIN Carl Jungebrand JPN Yuji Hirahara ITA Luigi Lamonica |  |

| 12 de Agosto 16:45 |                                                         | China | 75–85 (pro)                                                    | Espanha | OT | Estádio Indoor Wukesong, Pequim Público: 11.083 Árbitros: PUR José Carrión AUS Michael Aylen BRA Cristiano Maranho |  |
| 12 de Agosto 16:45 | Placar por quarto: 18–20, 28–17, 15–10, 11–25, OT: 3–13 |       |                                                                |         | OT | Estádio Indoor Wukesong, Pequim Público: 11.083 Árbitros: PUR José Carrión AUS Michael Aylen BRA Cristiano Maranho |  |
| 12 de Agosto 16:45 | Pts: Liu 19 Rbts: Yao, Yi 9 Asts: Yao, Sun 3            |       | Pts: P. Gasol 29 Rbts: P. Gasol, Fernández 8 Asts: Fernández 6 |         | OT | Estádio Indoor Wukesong, Pequim Público: 11.083 Árbitros: PUR José Carrión AUS Michael Aylen BRA Cristiano Maranho |  |

| 12 de Agosto 20:00 |                                                      | Angola | 76–97                                      | Estados Unidos |  | Estádio Indoor Wukesong, Pequim Público: 11.083 Árbitros: ARG Pablo Estevez CAN Dawna Townsend AUS Scott Butler |  |
| 12 de Agosto 20:00 | Placar por quarto: 18–29, 19–26, 16–26, 23–16        |        |                                            |                |  | Estádio Indoor Wukesong, Pequim Público: 11.083 Árbitros: ARG Pablo Estevez CAN Dawna Townsend AUS Scott Butler |  |
| 12 de Agosto 20:00 | Pts: Morais 24 Rbts: Gomes 8 Asts: Costa, Ambrósio 2 |        | Pts: Wade 19 Rbts: Anthony 6 Asts: James 5 |                |  | Estádio Indoor Wukesong, Pequim Público: 11.083 Árbitros: ARG Pablo Estevez CAN Dawna Townsend AUS Scott Butler |  |

| 14 de Agosto 09:00 |                                               | Alemanha | 59–72                                                     | Espanha |  | Estádio Indoor Wukesong, Pequim Público: 11.083 Árbitros: ITA Fabio Facchini IRI Heros Avanessian AUS Scott Butler |  |
| 14 de Agosto 09:00 | Placar por quarto: 15–12, 21–27, 12–20, 11–13 |          |                                                           |         |  | Estádio Indoor Wukesong, Pequim Público: 11.083 Árbitros: ITA Fabio Facchini IRI Heros Avanessian AUS Scott Butler |  |
| 14 de Agosto 09:00 | Pts: Hamann 15 Rbts: Kaman 10 Asts: Hamann 3  |          | Pts: Calderón 15 Rbts: M. Gasol 8 Asts: P. Gasol, Rubio 3 |         |  | Estádio Indoor Wukesong, Pequim Público: 11.083 Árbitros: ITA Fabio Facchini IRI Heros Avanessian AUS Scott Butler |  |

| 14 de Agosto 14:30 |                                              | Angola | 68–85                                   | China |  | Estádio Indoor Wukesong, Pequim Público: 11.083 Árbitros: FIN Carl Jungebrand JPN Yuji Hirahara ITA Luigi Lamonica |  |
| 14 de Agosto 14:30 | Placar por quarto: 15–28, 27–16, 9–21, 17–20 |        |                                         |       |  | Estádio Indoor Wukesong, Pequim Público: 11.083 Árbitros: FIN Carl Jungebrand JPN Yuji Hirahara ITA Luigi Lamonica |  |
| 14 de Agosto 14:30 | Pts: Gomes 17 Rbts: Mingas 5 Asts: Gomes 3   |        | Pts: Yao 30 Rbts: Yi 11 Asts: Zhu, Li 3 |       |  | Estádio Indoor Wukesong, Pequim Público: 11.083 Árbitros: FIN Carl Jungebrand JPN Yuji Hirahara ITA Luigi Lamonica |  |

| 14 de Agosto 20:00 |                                                                   | Estados Unidos | 92–69                                                             | Grécia |  | Estádio Indoor Wukesong, Pequim Público: 11.083 Árbitros: LTU Romualdas Brazauskas AUS Michael Aylen SVK Petr Sudek |  |
| 14 de Agosto 20:00 | Placar por quarto: 20–16, 31–16, 23–22, 18–15                     |                |                                                                   |        |  | Estádio Indoor Wukesong, Pequim Público: 11.083 Árbitros: LTU Romualdas Brazauskas AUS Michael Aylen SVK Petr Sudek |  |
| 14 de Agosto 20:00 | Pts: Bryant, Bosh 18 Rbts: James, Howard, Anthony 6 Asts: James 6 |                | Pts: Papaloukas 15 Rbts: Fotsis, Papaloukas 8 Asts: Diamantidis 3 |        |  | Estádio Indoor Wukesong, Pequim Público: 11.083 Árbitros: LTU Romualdas Brazauskas AUS Michael Aylen SVK Petr Sudek |  |

| 16 de Agosto 09:00 |                                                              | Grécia | 102–61                                        | Angola |  | Estádio Indoor Wukesong, Pequim Público: 11.083 Árbitros: PUR José Carrión IRI Heros Avanessian SRB Ilija Belosevic |  |
| 16 de Agosto 09:00 | Placar por quarto: 12–11, 31–17, 38–14, 21–19                |        |                                               |        |  | Estádio Indoor Wukesong, Pequim Público: 11.083 Árbitros: PUR José Carrión IRI Heros Avanessian SRB Ilija Belosevic |  |
| 16 de Agosto 09:00 | Pts: Bourousis 22 Rbts: Glyniadakis, Fotsis 7 Asts: Fotsis 5 |        | Pts: Mingas 25 Rbts: Geronimo 7 Asts: Costa 4 |        |  | Estádio Indoor Wukesong, Pequim Público: 11.083 Árbitros: PUR José Carrión IRI Heros Avanessian SRB Ilija Belosevic |  |

| 16 de Agosto 20:00 |                                            | China | 59–55                                                      | Alemanha |  | Estádio Indoor Wukesong, Pequim Público: 11.083 Árbitros: USA Eddie Rush ARG Pablo Estevez DOM Reynaldo Mercedes |  |
| 16 de Agosto 20:00 | Placar por quarto: 19–9, 8–22, 20–8, 12–16 |       |                                                            |          |  | Estádio Indoor Wukesong, Pequim Público: 11.083 Árbitros: USA Eddie Rush ARG Pablo Estevez DOM Reynaldo Mercedes |  |
| 16 de Agosto 20:00 | Pts: Yao 25 Rbts: Yao, Yi 11 Asts: Liu 3   |       | Pts: Nowitzki 24 Rbts: Nowitzki 17 Asts: Hamann, Garrett 2 |          |  | Estádio Indoor Wukesong, Pequim Público: 11.083 Árbitros: USA Eddie Rush ARG Pablo Estevez DOM Reynaldo Mercedes |  |

| 16 de Agosto 22:15 |                                                      | Espanha | 82–119                                         | Estados Unidos |  | Estádio Indoor Wukesong, Pequim Público: 11.083 Árbitros: LTU Romualdas Brazauskas AUS Michael Aylen ITA Luigi Lamonica |  |
| 16 de Agosto 22:15 | Placar por quarto: 22–31, 23–30, 18–25, 19–33        |         |                                                |                |  | Estádio Indoor Wukesong, Pequim Público: 11.083 Árbitros: LTU Romualdas Brazauskas AUS Michael Aylen ITA Luigi Lamonica |  |
| 16 de Agosto 22:15 | Pts: Reyes 19 Rbts: Reyes 8 Asts: Fernández, Rubio 3 |         | Pts: James 18 Rbts: Bosh 7 Asts: James, Paul 8 |                |  | Estádio Indoor Wukesong, Pequim Público: 11.083 Árbitros: LTU Romualdas Brazauskas AUS Michael Aylen ITA Luigi Lamonica |  |

| 18 de Agosto 14:30 |                                                                               | Grécia | 91–77                                | China |  | Estádio Indoor Wukesong, Pequim Público: 11.083 Árbitros: BRA Cristiano Maranho AUS Scott Butler ITA Luigi Lamonica |  |
| 18 de Agosto 14:30 | Placar por quarto: 27–15, 19–9, 23–30, 22–23                                  |        |                                      |       |  | Estádio Indoor Wukesong, Pequim Público: 11.083 Árbitros: BRA Cristiano Maranho AUS Scott Butler ITA Luigi Lamonica |  |
| 18 de Agosto 14:30 | Pts: Bourousis, Spanoulis 19 Rbts: Bourousis 19 Asts: Papaloukas, Spanoulis 5 |        | Pts: Yao 16 Rbts: Wang 8 Asts: Sun 6 |       |  | Estádio Indoor Wukesong, Pequim Público: 11.083 Árbitros: BRA Cristiano Maranho AUS Scott Butler ITA Luigi Lamonica |  |

| 18 de Agosto 16:45 |                                                       | Angola | 50–98                                                      | Espanha |  | Estádio Indoor Wukesong, Pequim Público: 11.083 Árbitros: USA Eddie Rush MOZ Abreu Muhimua AUS Michael Aylen |  |
| 18 de Agosto 16:45 | Placar por quarto: 23–15, 7–25, 11–31, 9–27           |        |                                                            |         |  | Estádio Indoor Wukesong, Pequim Público: 11.083 Árbitros: USA Eddie Rush MOZ Abreu Muhimua AUS Michael Aylen |  |
| 18 de Agosto 16:45 | Pts: Mingas 10 Rbts: Mingas, Ambrósio 5 Asts: Costa 5 |        | Pts: P. Gasol 31 Rbts: P. Gasol 9 Asts: Rodríguez, Rubio 5 |         |  | Estádio Indoor Wukesong, Pequim Público: 11.083 Árbitros: USA Eddie Rush MOZ Abreu Muhimua AUS Michael Aylen |  |

| 18 de Agosto 20:00 |                                                 | Estados Unidos | 106–57                                                  | Alemanha |  | Estádio Indoor Wukesong, Pequim Público: 11.083 Árbitros: ESP Juan Arteaga FRA Chantal Julien SRB Ilija Belosevic |  |
| 18 de Agosto 20:00 | Placar por quarto: 31–12, 22–17, 30–17, 23–11   |                |                                                         |          |  | Estádio Indoor Wukesong, Pequim Público: 11.083 Árbitros: ESP Juan Arteaga FRA Chantal Julien SRB Ilija Belosevic |  |
| 18 de Agosto 20:00 | Pts: Howard 22 Rbts: Howard 10 Asts: Williams 5 |                | Pts: Nowitzki 14 Rbts: Nowitzki 8 Asts: Hamann, Jagla 2 |          |  | Estádio Indoor Wukesong, Pequim Público: 11.083 Árbitros: ESP Juan Arteaga FRA Chantal Julien SRB Ilija Belosevic |  |

## Segunda fase

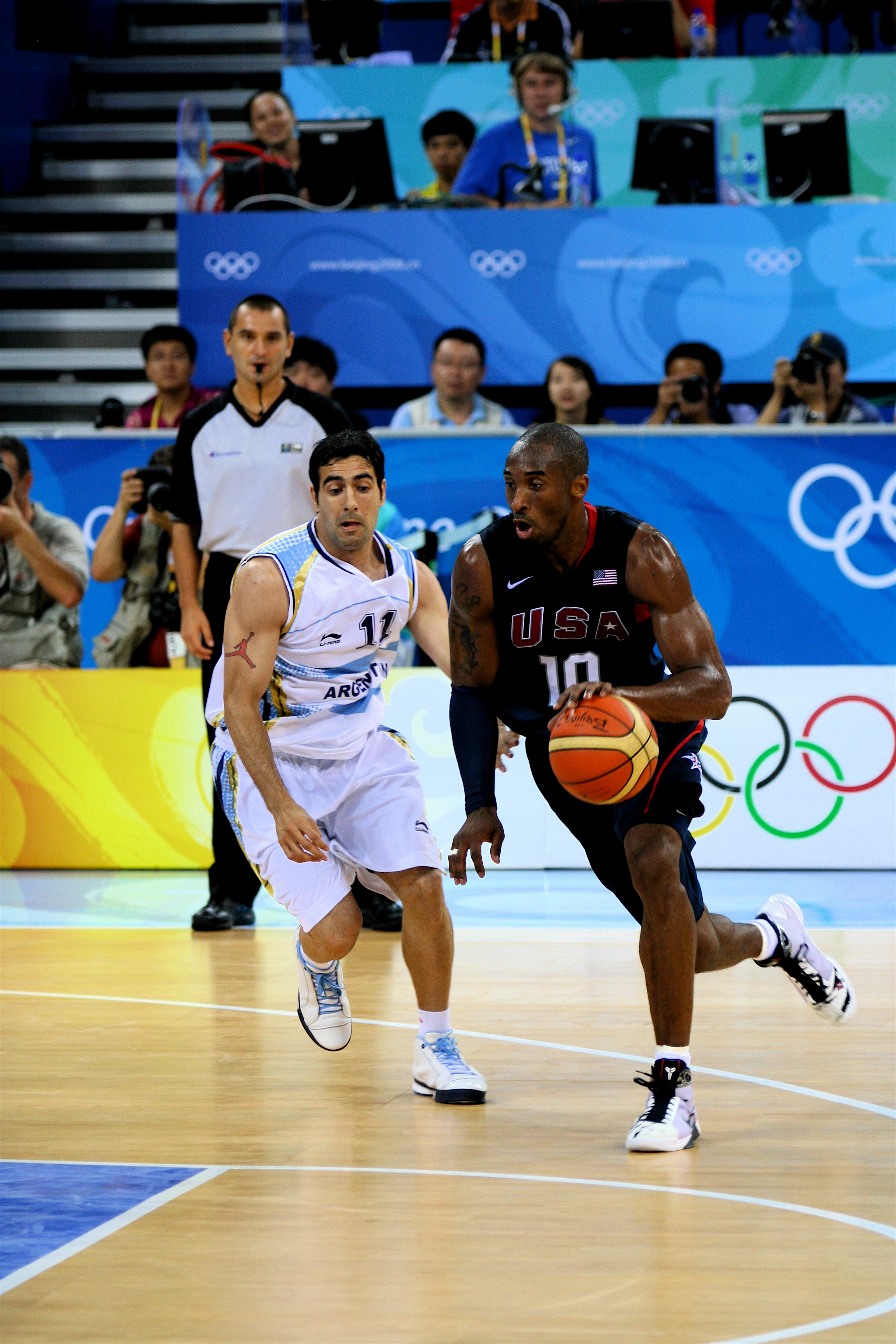
Kobe Bryant, dos Estados Unidos, durante a partida semifinal contra a Argentina.

|  | Quartas-de-final | Quartas-de-final | Quartas-de-final   |             |                    | Semifinais    | Semifinais          | Semifinais          |                     |  | Disputa pelo ouro | Disputa pelo ouro  | Disputa pelo ouro |
|  |                  |                  |                    |             |                    |               |                     |                     |                     |  |                   |                    |                   |
|  | A2               | ARG Argentina    | 80                 |             |                    |               |                     |                     |                     |  |                   |                    |                   |
|  | B3               | GRE Grécia       | 78                 |             |                    |               |                     |                     |                     |  |                   |                    |                   |
|  | B3               | GRE Grécia       | 78                 |             | A2                 | ARG Argentina | 81                  |                     |                     |  |                   |                    |                   |
|  |                  |                  |                    |             | A2                 | ARG Argentina | 81                  |                     |                     |  |                   |                    |                   |
|  |                  | B1               | USA Estados Unidos | 101         |                    |               |                     |                     |                     |  |                   |                    |                   |
|  | B1               | B1               | USA Estados Unidos | 101         | USA Estados Unidos | 116           |                     |                     |                     |  |                   |                    |                   |
|  | B1               |                  |                    |             | USA Estados Unidos | 116           |                     |                     |                     |  |                   |                    |                   |
|  | A4               | AUS Austrália    | 85                 |             |                    |               |                     |                     |                     |  |                   |                    |                   |
|  |                  |                  |                    |             |                    |               |                     |                     |                     |  | B1                | USA Estados Unidos | 118               |
|  |                  |                  | B2                 | ESP Espanha | 107                |               |                     |                     |                     |  |                   |                    |                   |
|  | B2               | ESP Espanha      | 72                 |             |                    |               |                     |                     |                     |  |                   |                    |                   |
|  | A3               | CRO Croácia      | 59                 |             |                    |               |                     |                     |                     |  |                   |                    |                   |
|  | A3               | CRO Croácia      | 59                 |             | B2                 | ESP Espanha   | 91                  |                     |                     |  |                   |                    |                   |
|  |                  |                  |                    |             | B2                 | ESP Espanha   | 91                  |                     |                     |  |                   |                    |                   |
|  |                  | A1               | LTU Lituânia       | 86          |                    |               | Disputa pelo bronze | Disputa pelo bronze | Disputa pelo bronze |  |                   |                    |                   |
|  | A1               | LTU Lituânia     | 94                 |             |                    |               | A2                  | ARG Argentina       | 87                  |  |                   |                    |                   |
|  | B4               | CHN China        | 68                 |             |                    |               |                     |                     |                     |  | A1                | LTU Lituânia       | 75                |

### Quartas de final
| 20 de Agosto 14:30 |                                                               | Espanha | 72–59                                                      | Croácia |  | Estádio Indoor Wukesong, Pequim Público: 11.083 Árbitros: GRE Nikolaos Zavlanos ITA Luigi Lamonica SVK Petr Sudek |  |
| 20 de Agosto 14:30 | Placar por quarto: 22–11, 15–15, 14–12, 21–21                 |         |                                                            |         |  | Estádio Indoor Wukesong, Pequim Público: 11.083 Árbitros: GRE Nikolaos Zavlanos ITA Luigi Lamonica SVK Petr Sudek |  |
| 20 de Agosto 14:30 | Pts: P. Gasol 20 Rbts: P. Gasol 10 Asts: Calderón, P. Gasol 2 |         | Pts: Banić 15 Rbts: Banić, Planinić 5 Asts: Kus, Nicević 2 |         |  | Estádio Indoor Wukesong, Pequim Público: 11.083 Árbitros: GRE Nikolaos Zavlanos ITA Luigi Lamonica SVK Petr Sudek |  |

| 20 de Agosto 16:45 |                                                          | Lituânia | 94–68                              | China |  | Estádio Indoor Wukesong, Pequim Público: 11.083 Árbitros: GRE Nikolaos Pitsilkas AUS Michael Aylen USA Eddie Rush |  |
| 20 de Agosto 16:45 | Placar por quarto: 19–17, 22–13, 29–23, 24–15            |          |                                    |       |  | Estádio Indoor Wukesong, Pequim Público: 11.083 Árbitros: GRE Nikolaos Pitsilkas AUS Michael Aylen USA Eddie Rush |  |
| 20 de Agosto 16:45 | Pts: Jasikevičius 23 Rbts: Kleiza 7 Asts: Jasikevičius 6 |          | Pts: Yao 19 Rbts: Yi 9 Asts: Yao 3 |       |  | Estádio Indoor Wukesong, Pequim Público: 11.083 Árbitros: GRE Nikolaos Pitsilkas AUS Michael Aylen USA Eddie Rush |  |

| 20 de Agosto 20:00 |                                                                  | Estados Unidos | 116–85                                           | Austrália |  | Estádio Indoor Wukesong, Pequim Público: 11.083 Árbitros: ESP Juan Arteaga CHN Ma Lijun DOM Reynaldo Mercedes |  |
| 20 de Agosto 20:00 | Placar por quarto: 25–24, 30–19, 34–18, 27–24                    |                |                                                  |           |  | Estádio Indoor Wukesong, Pequim Público: 11.083 Árbitros: ESP Juan Arteaga CHN Ma Lijun DOM Reynaldo Mercedes |  |
| 20 de Agosto 20:00 | Pts: Bryant 25 Rbts: James 9 Asts: James, Paul, Wade, Williams 3 |                | Pts: Mills 20 Rbts: Worthington 6 Asts: Newley 3 |           |  | Estádio Indoor Wukesong, Pequim Público: 11.083 Árbitros: ESP Juan Arteaga CHN Ma Lijun DOM Reynaldo Mercedes |  |

| 20 de Agosto 22:15 |                                                 | Argentina | 80–78                                             | Grécia |  | Estádio Indoor Wukesong, Pequim Público: 11.083 Árbitros: LTU Romualdas Brazauskas PUR José Carrión FIN Carl Jungebrand |  |
| 20 de Agosto 22:15 | Placar por quarto: 22–23, 17–17, 17–15, 24–23   |           |                                                   |        |  | Estádio Indoor Wukesong, Pequim Público: 11.083 Árbitros: LTU Romualdas Brazauskas PUR José Carrión FIN Carl Jungebrand |  |
| 20 de Agosto 22:15 | Pts: Ginóbili 24 Rbts: Scola 8 Asts: Prigioni 3 |           | Pts: Fotsis 17 Rbts: Fotsis 10 Asts: Papaloukas 4 |        |  | Estádio Indoor Wukesong, Pequim Público: 11.083 Árbitros: LTU Romualdas Brazauskas PUR José Carrión FIN Carl Jungebrand |  |

### Semifinal
| 22 de Agosto 20:00 |                                                | Espanha | 91–86                                                                | Lituânia |  | Estádio Indoor Wukesong, Pequim Público: 11.083 Árbitros: GRE Nikolaos Pitsilkas BRA Cristiano Maranho DOM Reynaldo Mercedes |  |
| 22 de Agosto 20:00 | Placar por quarto: 21–19, 19–23, 22–24, 29–20  |         |                                                                      |          |  | Estádio Indoor Wukesong, Pequim Público: 11.083 Árbitros: GRE Nikolaos Pitsilkas BRA Cristiano Maranho DOM Reynaldo Mercedes |  |
| 22 de Agosto 20:00 | Pts: P. Gasol 19 Rbts: Jiménez 7 Asts: Rubio 4 |         | Pts: Jasaitis, Jasikevičius 19 Rbts: Jasaitis 8 Asts: Jasikevičius 6 |          |  | Estádio Indoor Wukesong, Pequim Público: 11.083 Árbitros: GRE Nikolaos Pitsilkas BRA Cristiano Maranho DOM Reynaldo Mercedes |  |

| 22 de Agosto Após o jogo 71 |                                               | Argentina | 81–101                                     | Estados Unidos |  | Estádio Indoor Wukesong, Pequim Público: 11.083 Árbitros: ITA Luigi Lamonica AUS Michael Aylen SVK Ilija Belosevic |  |
| 22 de Agosto Após o jogo 71 | Placar por quarto: 11–30, 29–19, 24–29, 17–23 |           |                                            |                |  | Estádio Indoor Wukesong, Pequim Público: 11.083 Árbitros: ITA Luigi Lamonica AUS Michael Aylen SVK Ilija Belosevic |  |
| 22 de Agosto Após o jogo 71 | Pts: Scola 28 Rbts: Scola 11 Asts: Prigioni 3 |           | Pts: Anthony 21 Rbts: Bosh 10 Asts: Kidd 7 |                |  | Estádio Indoor Wukesong, Pequim Público: 11.083 Árbitros: ITA Luigi Lamonica AUS Michael Aylen SVK Ilija Belosevic |  |

### Disputa do bronze
| 24 de Agosto 12:00 |                                                                           | Lituânia | 75–87                                             | Argentina |  | Estádio Indoor Wukesong, Pequim Público: 11.083 Árbitros: USA Eddie Rush PUR José Carrión ITA Fabio Facchini |  |
| 24 de Agosto 12:00 | Placar por quarto: 21–24, 13–22, 15–22, 26–19                             |          |                                                   |           |  | Estádio Indoor Wukesong, Pequim Público: 11.083 Árbitros: USA Eddie Rush PUR José Carrión ITA Fabio Facchini |  |
| 24 de Agosto 12:00 | Pts: Šiškauskas 15 Rbts: Šiškauskas, K. Lavrinovič 6 Asts: Jasikevičius 3 |          | Pts: Delfino 20 Rbts: Delfino 10 Asts: Prigioni 7 |           |  | Estádio Indoor Wukesong, Pequim Público: 11.083 Árbitros: USA Eddie Rush PUR José Carrión ITA Fabio Facchini |  |

### Final
| 24 de Agosto Após a disputa de bronze |                                                 | Espanha | 107–118                                  | Estados Unidos |  | Estádio Indoor Wukesong, Pequim Público: 11.083 Árbitros: LTU Romualdas Brazauskas ARG Pablo Estevez FIN Carl Jungebrand |  |
| 24 de Agosto Após a disputa de bronze | Placar por quarto: 31–38, 30–31, 21–22, 25–27   |         |                                          |                |  | Estádio Indoor Wukesong, Pequim Público: 11.083 Árbitros: LTU Romualdas Brazauskas ARG Pablo Estevez FIN Carl Jungebrand |  |
| 24 de Agosto Após a disputa de bronze | Pts: Fernández 22 Rbts: Reyes 7 Asts: Navarro 4 |         | Pts: Wade 27 Rbts: Bosh 7 Asts: Bryant 6 |                |  | Estádio Indoor Wukesong, Pequim Público: 11.083 Árbitros: LTU Romualdas Brazauskas ARG Pablo Estevez FIN Carl Jungebrand |  |

## Classificação final
Classificação após as 72 partidas realizadas:
| Pos. | Equipe             |
| ---- | ------------------ |
|      | USA Estados Unidos |
|      | ESP Espanha        |
|      | ARG Argentina      |
| 4    | LTU Lituânia       |
| 5    | GRE Grécia         |
| 6    | CRO Croácia        |
| 7    | AUS Austrália      |
| 8    | CHN China          |
| 9    | RUS Rússia         |
| 10   | GER Alemanha       |
| 11   | IRI Irã            |
| 12   | ANG Angola         |